# Finalen av Europamästerskapet i fotboll 1972
Finalen av Europamästerskapet i fotboll 1972 spelades den 18 juni 1972, för att avgöra vem som skulle vinna turneringen. Matchen spelades mellan Sovjetunionen, som spelade för att vinna sin andra titel, och Västtyskland på Heyselstadion i Bryssel. Västtyskarna vann med 3–0, efter fullträffar av Gerd Müller (två gånger) och Herbert Wimmer. 

## Matchdetaljer
|       | 18 juni 1972 | Västtyskland                            | 3–0     | Sovjetunionen | Heyselstadion, Bryssel                                 |                                                        |
| 16:00 | 16:00        | Gerd Müller 27′, 58′ Herbert Wimmer 52′ | Rapport |               | Publik: 43 437 Domare: Ferdinand Marschall (Österrike) | Publik: 43 437 Domare: Ferdinand Marschall (Österrike) |
| 16:00 | 16:00        |                                         |         |               | Publik: 43 437 Domare: Ferdinand Marschall (Österrike) | Publik: 43 437 Domare: Ferdinand Marschall (Österrike) |
| 16:00 | 16:00        |                                         |         |               | Publik: 43 437 Domare: Ferdinand Marschall (Österrike) | Publik: 43 437 Domare: Ferdinand Marschall (Österrike) |

| Västtyskland | Sovjetunionen |

|              |    |                          |  |
|              |    |                          |  |
| MV           | 1  | Sepp Maier               |  |
| L            | 5  | Franz Beckenbauer (c)    |  |
| HB           | 2  | Horst-Dieter Höttges     |  |
| MB           | 4  | Hans-Georg Schwarzenbeck |  |
| VB           | 3  | Paul Breitner            |  |
| CM           | 6  | Herbert Wimmer           |  |
| CM           | 8  | Uli Hoeness              |  |
| CM           | 10 | Günter Netzer            |  |
| A            | 9  | Josef Heynckes           |  |
| A            | 13 | Gerd Müller              |  |
| A            | 11 | Erwin Kremers            |  |
| Tränare:     |    |                          |  |
| Helmut Schön |    |                          |  |

|                     |    |                        |           |
|                     |    |                        |           |
| MV                  | 1  | Yevhen Rudakov         |           |
| F                   | 2  | Revaz Dzodzuashvili    |           |
| F                   | 3  | Murtaz Khurtsilava (c) | Gult kort |
| F                   | 12 | Vladimir Kaplichny     | Gult kort |
| F                   | 13 | Yuri Istomin           |           |
| MF                  | 6  | Viktor Kolotov         |           |
| MF                  | 7  | Vladimir Troshkin      |           |
| MF                  | 14 | Anatoli Konkov         | 46′       |
| A                   | 8  | Anatoliy Baidachny     |           |
| A                   | 9  | Anatoly Banishevski    | 66′       |
| A                   | 18 | Vladimir Onishchenko   |           |
| Avbytare:           |    |                        |           |
| A                   | 11 | Oleg Dolmatov          | 46′       |
| A                   | 15 | Eduard Kozynkevych     | 66′       |
| Tränare:            |    |                        |           |
| Aleksandr Ponomarev |    |                        |           |